# Кокораська сільська рада
Ко́кораська сільська рада (ест. Kokora külanõukogu, рос. Кокораский сельский совет) — сільська рада в Естонській РСР, адміністративно-територіальна одиниця в складі повіту Тартумаа (1945—1950), Калластеського району (1950—1959) та Тартуського району (1959—1962).

## Населені пункти
Адміністративний центр — село Кокора, що розташовувалося на відстані 9 км на захід від міста Калласте та 49 км на північний схід від міста Тарту.
Землями, що належали сільраді, користувалися колгоспи «Перемога» («Võit»), «21 червня», («21. Juuni»), ім. Леніна та ім. Койдула.

## Історія
13 вересня 1945 року на території волості Алатсківі в Тартуському повіті утворена Кокораська сільська рада з центром у селі Кокора. Головою сільської ради обраний Федір Плоом (Feodor Ploom).
26 вересня 1950 року, після скасування в Естонській РСР повітового та волосного поділу, сільська рада ввійшла до складу новоутвореного Калластеського сільського району.
24 січня 1959 року сільрада приєднана до Тартуського району після скасування Калластеського району.
21 грудня 1962 року Кокораська сільська рада ліквідована. Її територія поділена між сільрадами:
- Паласька сільська рада Йиґеваського району отримала територію колгоспу «Перемога» («Võit») та прилеглі землі державного лісового фонду;
- Алатсківіська сільська рада Тартуського району — території колгоспів «Калев» та імені Л. Койдула.